# Драцена ангольская
Драцена ангольская — многолетнее корневищное травянистое бесстебельное растение, вид рода Драцена (Dracaena) семейства Спаржевые (Asparagaceae). Вид широко известен под устаревшим синонимичным названием Сансевиерия цилиндрическая.
На основании результатов генетических исследований, изложенных в работе 2014 года «Филогенетические взаимоотношения между родами драценовых (Спаржевые: Нолиновые), проистекающие из локусов ДНК хлоропластов» ранее самостоятельный род Сансевиерия был полностью исключен из ботанической классификации, все виды отнесены к роду Драцена. По состоянию на 26 июля 2022 г. в базе данных сайта WFO род Сансевьерия указан как синонимичный роду Драцена. Название вида сансевиерия цилиндрическая является синонимом названия драцена ангольская.

## Описание
Листья цилиндрические, тёмно-зелёные до 2 см в диаметре, с глубоким продольным желобком, на конце небольшое подсыхающее остриё.
Соцветие — кисть, цветонос высотой около 50 см, цветки кремово-белые.

## Распространение и экология
Ареал — Южная Африка: Ангола, Замбия и Зимбабве.